# Eurhinocricus parvissimus
Eurhinocricus parvissimus är en mångfotingart som beskrevs av Hoffman 1953. Eurhinocricus parvissimus ingår i släktet Eurhinocricus och familjen Rhinocricidae. Inga underarter finns listade i Catalogue of Life.